# کرپیتسه (استان اشوی‌داشکسیه)
کرپیتسه (به لهستانی: Krępice) یک منطقهٔ مسکونی در لهستان است که در گمینا سکالبمیژ واقع شده‌است.